# Lukas Vejdemo
Lukas Vejdemo, född 25 januari 1996 i Stockholm, är en svensk ishockeyspelare som tillhör Montreal Canadiens i NHL.
Han har tidigare spelat för Djurgårdens IF i SHL.
Vejdemo draftades som 87:e spelare totalt av Canadiens i NHL-draften 2015.
Den 2 maj 2018 skrev han på ett tvåårigt entry level-kontrakt med Canadiens.
Han spelar just nu för SHL-laget Leksands IF.